# Tour de Bramón
Le Tour de Bramón (Vuelta a Bramón) est une course cycliste disputée au mois de janvier autour de la paroisse civile de Bramón. Créée en 1968, cette compétition par étapes fait partie du calendrier national vénézuélien. Elle sert généralement d'épreuve de préparation pour le Tour du Táchira.
La course fut fondée à l'initiative d'Ángel Ignacio Daza. La première édition est remportée par Carlos Ochoa Rincón, lui-même originaire de Bramón. 

## Palmarès
| Année | Vainqueur             | Deuxième              | Troisième         |
| ----- | --------------------- | --------------------- | ----------------- |
| 1968  | Carlos Ochoa Rincón   |                       |                   |
| 1997  | Aldrin Salamanca (es) |                       |                   |
| 2001  | Noel Vásquez          | Alexis Méndez (en)    | Rodolfo Camacho   |
| 2002  | José Chacón           | Aldrin Salamanca (es) | Franklin Chacón   |
| 2005  | César Salazar         |                       |                   |
| 2006  | Carlos Maya           | Juan Ruiz             | Fabio Montenegro  |
| 2007  | Ronald González       | Juan Murillo          | Manuel Medina     |
| 2008  | Freddy Vargas         | Ronald González       | César Salazar     |
| 2010  | Freddy Vargas         | José Alirio Contreras | Juan Murillo      |
| 2011  | Ronald González       | Paul Torres           | Yonathan Salinas  |
| 2012  | Freddy Vargas         | José Chacón           | José Alarcón      |
| 2013  | Pas organisé          | Pas organisé          | Pas organisé      |
| 2014  | Juan Murillo          | Rubén Parra           | John Nava         |
| 2015  | Pedro Sequera         | Jonathan Camargo      | Jackson Rodríguez |
| 2016  | Yonathan Monsalve     | Yonathan Salinas      | Jackson Rodríguez |
| 2017  | Pas organisé          | Pas organisé          | Pas organisé      |
| 2018  | Leonel Quintero       | Pedro Gutiérrez       | Yurgen Ramírez    |
| 2019  | Carlos Gálviz         | Luis Mora             | John Nava         |
| 2020  | Daniel Gómez          | Jorge Abreu           | Daniel Abreu      |
| 2021  | Roniel Campos         | Anderson Paredes      | Yorman Fuentes    |
| 2022  | Anderson Paredes      | Eduin Becerra         | José Alarcón      |
| 2023  | Anderson Paredes      | Jorge Abreu           | Carlos Torres     |
| 2024  | Roniel Campos         | Yonder Godoy          | Rubén Flores      |
| 2025  | Gusneiver Gil         | Ángel Rivas           | Enrique Díaz      |